# (200750) Rix
(200750) Rix es un asteroide perteneciente al cinturón de asteroides, descubierto el 11 de noviembre de 2001 por el equipo del Sloan Digital Sky Survey desde el Observatorio de Apache Point, Sunspot (Nuevo México), Estados Unidos.

## Designación y nombre
Designado provisionalmente como 2001 VB128. Fue nombrado Rix en honor al astrofísico alemán Hans-Walter Rix por su trabajo en la dinámica y evolución de las galaxias.

## Características orbitales
Rix está situado a una distancia media del Sol de 2,267 ua, pudiendo alejarse hasta 2,560 ua y acercarse hasta 1,974 ua. Su excentricidad es 0,129 y la inclinación orbital 8,127 grados. Emplea 1247,15 días en completar una órbita alrededor del Sol.
El próximo acercamiento a la órbita terrestre se producirá el 25 de mayo de 2117.

## Características físicas
La magnitud absoluta de Rix es 17. Está asignado al tipo espectral.